# Бижигитов, Жандос Ермуратович
Жандос Ермуратович Бижигитов (каз. Жандос Бижігітов; род. 10 июня 1991, Петропавловск) — казахстанский шоссейный велогонщик, выступавший за команду мирового тура «Astana Pro Team». Чемпион Казахстана в индивидуальной гонке (2017). Дважды чемпион Азии в командной гонке (2017, 2019) и дважды призёр в «разделке» и групповой гонке (2015, 2017).

## Карьера

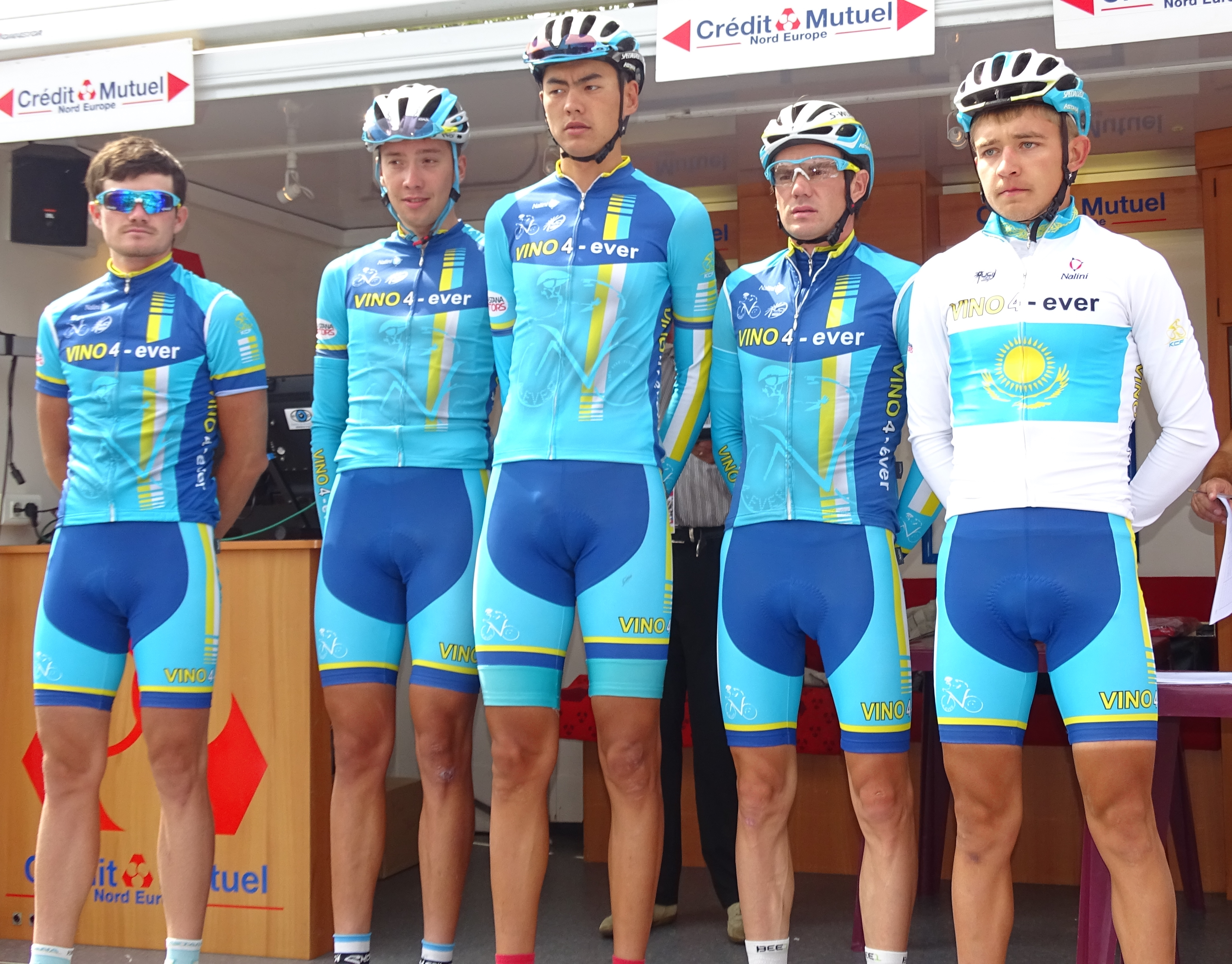
Жандос Бижигитов (в центре) на Гран-при Марбрьера в 2015 году

В 2015—2016 годах выступал за континентальную молодёжную команду Александра Винокурова Vino 4ever (Вино Фореве).
В сезоне 2015 года стал вице-чемпионом в генеральной классификации многодневной гонки «Тур Чёрного Моря», дважды поднимался на подиум этапов и завоевал майку лучшего горного гонщика. В разделке выиграл серебряную медаль чемпионата Азии в Таиланде и бронзовую медаль чемпионата Казахстана.
В сезоне 2016 года выиграл один из этапов Тура Кореи, стал вторым в генеральной классификации Тура Таиланда, третьим — Тура Болгарии. Также занял второе место на чемпионате Казахстана в «разделке».
С августа 2016 стал стажёром в Astana Pro Team, с 2017 года — член команды.
В феврале 2017 года вместе со сборной Казахстана выиграл командную гонку и стал третьим в групповой гонке на чемпионате Азии в Бахрейне. В мае полностью проехал свой первый Гранд-Тур «Джиро д’Италия» (160 место). А в июне стал чемпионом Казахстана в «разделке».
В сентябре 2018 года Astana Pro Team продлила контракт с ним до конца 2019 года.
В апреле 2019 вместе с Даниилом Фоминых, Евгением Гидичем, Артёмом Захаровым и Дмитрием Груздевым снова стал в Ташкенте чемпионом Азии в командной гонке с раздельным стартом на шоссе.

## Достижения
2013
9-й Тур Азербайджана
9-й Тур Алматы
2014
2-й Тур Чёрного Моря
Горная классификация
10-й Вуэльта Республики Доминикана
2015
Чемпионат Азии
2-й  Индивидуальная гонка
5-й Групповая гонка
Чемпионат Казахстана
3-й  Индивидуальная гонка
8-й Кубок Минска
2016
Чемпионат Казахстана
2-й  Индивидуальная гонка
2-й Тур Таиланда
3-й Тур Болгарии
6-й Тур Кореи
6-й этап
7-й Тур Ирана
2017
Чемпионат Казахстана
1-й  Индивидуальная гонка
Чемпионат Азии
1-й  Командная гонка
3-й  Групповая гонка
2019
Чемпионат Азии
1-й  Командная гонка

## Статистика выступлений

### Гранд-туры
| Гонка           | 2017 |
| --------------- | ---- |
| Джиро д'Италия  | 160  |
| Тур де Франс    | —    |
| Вуэльта Испании | —    |

| — | Не участвовал |